# 日登美
日登美（ひとみ、2月10日 - ）は、日本の女性モデル、主婦研究家。大分県出身。身長172cm。血液型A型。スリーサイズ、B：87、W：58、H：87。靴のサイズは25cm。趣味は読書、絵本作り、エアロビクス。子供が4人いる（女の子2人と男の子の双子）。
ガンズマネージメントに所属していたが、2008年4月よりプントリネアに移籍。

## 出演

### テレビ
- ソレイユ「キラキラの私、見つけた。」（2008年10月31日、NHK教育テレビジョン）

### CM
- 国際証券（現：三菱UFJモルガン・スタンレー証券）
- 全日本空輸
- キリン ヤクルト ネクストステージ　リエータ（2007年）
- 資生堂　スーパーマイルド チカラ（2007年）

### ショー
- 東京コレクション
- CHANEL

### スチル
- P&G　womama
- ロレアルパリ

### 雑誌
- クーヨン
- CREA
- In Red
- Olive
- junie
- SPUR
- ELLE JAPON
- non-no
- MORE

## 著書
- 日登美さんちの4人のこども（エクスナレッジ）